# Volo Aeroflot 25
Il volo Aeroflot 25 era un volo di linea della Aeroflot operato il 4 aprile 1963 da un Ilyushin Il-18 tra l'aeroporto di Mosca-Šeremet'evo e l'aeroporto di Krasnojarsk-Emel'janovo. A causa di un guasto tecnico, l'Ilyushin si schiantò a terra, provocando la morte di tutte le 67 persone a bordo.

## L'aereo
Il velivolo coinvolto nell'incidente era un Ilyushin Il-18V con numero di registrazione CCCP-75866 e consegnato ad Aeroflot il 2 marzo 1963. Al momento dell'incidente aveva accumulato appena 154 ore di volo e 68 cicli di pressurizzazione.

## L'incidente
L'aereo decollò regolarmente dall'aeroporto di Mosca alle 03:12 LT e raggiunse la quota di crociera di 20 000 piedi (6 100 m). Alle 04:26 LT, i piloti ricevettero l'autorizzazione a salire a 26 000 piedi (7 900 m). Fu l'ultima comunicazione registrata. I successivi tentativi di mettersi in contatto con l'Ilyushin, a partire dalle 04:30, si rivelarono infruttuosi.

## Le indagini
Per accertare le cause dell'incidente, venne nominata una commissione d'inchiesta. I rottami del velivolo furono ritrovati in un'area dalle dimensioni di 250 per 800 metri; i motori furono rinvenuti a 600 metri di distanza dal punto di impatto, mentre pezzi degli equilibratori addirittura a 12 km. I due motori di destra non erano in funzione al momento dell'impatto mentre quelli di sinistra erano alla massima potenza.
La commissione tecnica accertò che, durante la crociera, nel motore n.4 (l'ultimo a destra) era entrato in funzione l'inversore di spinta. Questo aveva provocato una forte imbardata del velivolo verso destra e l'equipaggio, non potendo capire quale dei due motori di destra fosse in avaria, li aveva spenti entrambi. Il velivolo però stava ormai precipitando verso il suolo a quasi 350 nodi. I piloti erano riusciti a riprendere il controllo del velivolo solamente ad una altezza di circa 500 piedi ma, a causa delle sollecitazioni meccaniche, l'equilibratore si era staccato dal velivolo. Senza controllo, l'Ilyushin aveva impattato il terreno ad una velocità compresa tra i 500 e i 600 km/h.
La causa dell'entrata in funzione durante il volo dell'inversore di spinta venne identificata nella rottura del meccanismo di controllo del passo dell'elica del motore n.4, causata da un errore di assemblaggio in fabbrica.